# Zofia de Pourbaix
Zofia Drzymuchowska z d. de Pourbaix st. strzel. ps. Zula, Zenobia, Nina (ur. 6 kwietnia 1922 w Horodcu na Wołyniu, zm. 21 marca 1974 w Zakopanem) – harcerka Szarych Szeregów, żołnierz AK. 7. dziecko Kamila de Pourbaix i Marii z Miączyńskich.

## Życiorys
W okresie młodzieńczym uczestniczyła w kursach strzeleckich oraz działała w Hufcu Harcerek w Sarnach na Wołyniu. Nauki pobierała w szkole powszechnej w Horodcu, następnie w Sacre Couer w Zbylitowskiej Górze k. Tarnowa.
Wraz z wybuchem wojny z rodzicami i rodzeństwem uciekła z majątku Horodec do Warszawy. Wówczas jej kuzynka Maria Rohozińska ps. „Alina”, wprowadziła ją w lutym 1940 roku do Szarych Szeregów. Ostatnią klasę liceum ukończyła na tajnych kompletach, gdzie zdała maturę. Pełniła funkcje łączniczki. Po przeprowadzeniu się do Szczawnicy wraz z rodzicami, pracowała w laboratorium przy uzdrowisku zatrudniona dzięki Adamowi Stadnickiemu.
Od 1943 roku działała w ramach placówki „Kopiec”, której przełożonym był Adam Łukaszewski ps. „Jan”. Jej zadaniem było prowadzenie punktu przerzutowego oraz funkcja łącznika i kuriera. Współpracowała z Franciszkiem Koterbą ps. „Woda” z Krościenka (kurier). W wilii Poleska, w której mieszkała do momentu wyzwolenia, mieścił się punkt przerzutowy. 13 listopada 1943 roku jeden z jej braci pchr. Zdzisław de Pourbaix żołnierz WP, AK, został rozstrzelany na Pawiaku, co dla całej rodziny było drugim ciosem, bo 1 września 1939 roku w bitwie pod Mokrą zginął najstarszy brat, por. Kamil Kazimierz Józef de Pourbaix.
Za swoje zaangażowanie została odznaczona Krzyżem Walecznych, Orderem Virtuti Militari (Londyn), Krzyżem Partyzanckim, Krzyżem Armii Krajowej. W punkcie konspiracyjnym pomagała matka Zofii, Maria Aniela de Pourbaix z d. hr. Miączyńska. 1 sierpnia 1950 roku poślubiła Władysława Drzymuchowskiego, (ojciec Romuald Drzymuchowski kpt. C.K, prawnuka Juliana Zachariewicza).
Została pochowana na Nowym Cmentarzu w Zakopanem.

## Odznaczenia
- Order Virtuti Militari Londyn 1978
- Krzyż Walecznych nr DK-8882/W z dnia 27 lutego 1972 roku
- Medal Wojska trzykrotnie nr 22360 Szef Sztabu Głównego Londyn 25 sierpnia 1948 roku
- Krzyż Armii Krajowej nr 1819 Londyn 4 stycznia 1978 roku
- Krzyż Partyzancki nr 144-73-34 z dnia 28 stycznia 1974 roku
- Medal Zwycięstwa i Wolności 1945 nr 144-73-183 28 stycznia 1974 roku